# کیت دینز
کیت دینز (انگلیسی: Kate Deines؛ زادهٔ ۱۷ سپتامبر ۱۹۸۹) بازیکن فوتبال اهل ایالات متحده آمریکا است. از باشگاه‌هایی که در آن بازی کرده‌است می‌توان به باشگاه فوتبال ۱.اف‌اف‌سی توربین پوتسدام، آتلانتا بیت، باشگاه فوتبال زنان سیاتل ساندرز، اف سی کانزاس سیتی، و باشگاه فوتبال رین اشاره کرد. وی همچنین در تیم ملی فوتبال زیر ۲۳ سال زنان ایالات متحده آمریکا بازی کرده‌است.